# Richard Strachan
Richard Strachan (Reino Unido, 18 de diciembre de 1986) es un atleta británico especializado en la prueba de 4x400 m, en la que consiguió ser campeón europeo en pista cubierta en 2013.

## Carrera deportiva
En el Campeonato Europeo de Atletismo en Pista Cubierta de 2013 ganó la medalla de oro en los relevos de 4x400 metros, con un tiempo de 3:05.78 segundos, por delante de Rusia y República Checa (bronce).